# Anahoret
Anahoret (od starogrčkog ἀναχωρέω anachōreō, što znači "povući se", "otići na selo") riječ je koja označava osobu koja se iz religijskih razloga povlači iz svjetovnog društva kako bi vodila asketski život posvećen stalnoj molitvi i, ako okolnosti dozvole, euharistiji. Anahoreti se zbog toga smatraju posebnim tipom pustinjaka.
Anahoretski život smatra se jednim od najstarijih oblika kršćanskog monastičkog života.
Rimokatolička crkva ga danas priznaje kao jedan od "ostalih oblika posvećenog života" koji se vodi po istim pravilima kao i posvećeni pustinjački život (Kodeks kanonskog prava 1983, kanon 603).

## Vanjske poveznice
- Chapter 1 of The Rule of Saint Benedict re: Anchorites
- Text of canon 603 of The Code of Canon Law (1983, Latin edition) re: Anchorites as members of the Consecrated Life in the Catholic Church (engl.)
- Text of canon 603 of The Code of Canon Law (1983, English translation) re: Anchorites as members of the Consecrated Life in the Catholic Church (engl.)